# Павел Кубіна
Павел Кубіна (чеськ. Pavel Kubina, нар. 15 квітня 1977, Челадна) — колишній чеський хокеїст, що грав на позиції захисника. Грав за збірну команду Чехії.
Володар Кубка Стенлі. Провів понад тисячу матчів у Національній хокейній лізі. 

## Ігрова кар'єра
Хокейну кар'єру розпочав на батьківщині 1993 року виступами за команду «Вітковіце».
1996 року був обраний на драфті НХЛ під 179-м загальним номером командою «Тампа-Бей Лайтнінг». 
Протягом професійної клубної ігрової кар'єри, що тривала 21 рік, захищав кольори команд «Женева-Серветт», «Вітковіце», «Тампа-Бей Лайтнінг», «Торонто Мейпл-Ліфс», «Атланта Трешерс» та «Філадельфія Флаєрс».
Загалом провів 1021 матч у НХЛ, включаючи 51 гру плей-оф Кубка Стенлі.
Був гравцем молодіжної збірної Чехії, у складі якої брав участь у 6 іграх. Виступав за національну збірну Чехії, провів 54 гри в її складі.

## Нагороди та досягнення
Клубні
- Учасник матчу усіх зірок НХЛ — 2004.
- Володар Кубка Стенлі в складі «Тампа-Бей Лайтнінг» — 2004.

Збірні
- Чемпіон світу 1999, 2001, 2005.
- Бронзовий призер Олімпійських ігор 2006.

## Статистика

### Клубні виступи
| Сезон        | Клуб                   | Ліга         | Регулярний сезон | Регулярний сезон | Регулярний сезон | Регулярний сезон | Регулярний сезон | Плей-оф | Плей-оф | Плей-оф | Плей-оф | Плей-оф |
| Сезон        | Клуб                   | Ліга         | І                | Г                | П                | О                | ШХ               | І       | Г       | П       | О       | ШХ      |
| ------------ | ---------------------- | ------------ | ---------------- | ---------------- | ---------------- | ---------------- | ---------------- | ------- | ------- | ------- | ------- | ------- |
| 1993–94      | «Вітковіце»            | ЧЕ           | 1                | 0                | 0                | 0                | 0                | —       | —       | —       | —       | —       |
| 1994–95      | «Вітковіце»            | ЧЕ           | 12               | 2                | 0                | 2                | 0                | —       | —       | —       | —       | —       |
| 1995–96      | «Вітковіце»            | ЧЕ           | 33               | 3                | 4                | 7                | 32               | 4       | 0       | 0       | 0       | 0       |
| 1996–97      | «Вітковіце»            | ЧЕ           | 1                | 0                | 0                | 0                | 0                | —       | —       | —       | —       | —       |
| 1996–97      | «Мус-Джо Воріорс»      | ЗХЛ          | 61               | 12               | 32               | 44               | 116              | 11      | 2       | 5       | 7       | 27      |
| 1997–98      | «Адірондак Ред-Вінгс»  | АХЛ          | 55               | 4                | 8                | 12               | 86               | 1       | 1       | 0       | 1       | 14      |
| 1997–98      | «Тампа-Бей Лайтнінг»   | НХЛ          | 10               | 1                | 2                | 3                | 22               | —       | —       | —       | —       | —       |
| 1998–99      | «Тампа-Бей Лайтнінг»   | НХЛ          | 68               | 9                | 12               | 21               | 80               | —       | —       | —       | —       | —       |
| 1998–99      | «Клівленд Ламберджекс» | ІХЛ          | 6                | 2                | 2                | 4                | 16               | —       | —       | —       | —       | —       |
| 1999–00      | «Тампа-Бей Лайтнінг»   | НХЛ          | 69               | 8                | 18               | 26               | 93               | —       | —       | —       | —       | —       |
| 2000–01      | «Тампа-Бей Лайтнінг»   | НХЛ          | 70               | 11               | 19               | 30               | 103              | —       | —       | —       | —       | —       |
| 2001–02      | «Тампа-Бей Лайтнінг»   | НХЛ          | 82               | 11               | 23               | 34               | 106              | —       | —       | —       | —       | —       |
| 2002–03      | «Тампа-Бей Лайтнінг»   | НХЛ          | 75               | 3                | 19               | 22               | 78               | 11      | 0       | 0       | 0       | 12      |
| 2003–04      | «Тампа-Бей Лайтнінг»   | НХЛ          | 81               | 17               | 18               | 35               | 85               | 22      | 0       | 4       | 4       | 50      |
| 2004–05      | «Вітковіце»            | ЧЕ           | 28               | 6                | 5                | 11               | 46               | 12      | 4       | 6       | 10      | 34      |
| 2005–06      | «Тампа-Бей Лайтнінг»   | НХЛ          | 76               | 5                | 33               | 38               | 96               | 5       | 1       | 1       | 2       | 26      |
| 2006–07      | «Торонто Мейпл-Ліфс»   | НХЛ          | 61               | 7                | 14               | 21               | 48               | —       | —       | —       | —       | —       |
| 2007–08      | «Торонто Мейпл-Ліфс»   | НХЛ          | 72               | 11               | 29               | 40               | 116              | —       | —       | —       | —       | —       |
| 2008–09      | «Торонто Мейпл-Ліфс»   | НХЛ          | 82               | 14               | 26               | 40               | 94               | —       | —       | —       | —       | —       |
| 2009–10      | «Атланта Трешерс»      | НХЛ          | 76               | 6                | 32               | 38               | 66               | —       | —       | —       | —       | —       |
| 2010–11      | «Тампа-Бей Лайтнінг»   | НХЛ          | 79               | 4                | 19               | 23               | 62               | 8       | 2       | 1       | 3       | 10      |
| 2011–12      | «Тампа-Бей Лайтнінг»   | НХЛ          | 52               | 3                | 8                | 11               | 59               | —       | —       | —       | —       | —       |
| 2011–12      | «Філадельфія Флаєрс»   | НХЛ          | 17               | 0                | 4                | 4                | 15               | 5       | 0       | 1       | 1       | 12      |
| 2012–13      | «Женева-Серветт»       | НЛА          | 3                | 0                | 1                | 1                | 4                | 1       | 0       | 0       | 0       | 0       |
| Усього в НХЛ | Усього в НХЛ           | Усього в НХЛ | 970              | 110              | 276              | 386              | 1123             | 51      | 3       | 7       | 10      | 110     |

### Збірна
| Рік                | Команда            | Турнір             |    | І  | Г  | П  | О  | ШХ |
| ------------------ | ------------------ | ------------------ | -- | -- | -- | -- | -- | -- |
| 1996               | Чехія              | МЧС                | 6  | 0  | 2  | 2  | 8  |    |
| 1999               | Чехія              | ЧС                 | 12 | 2  | 6  | 8  | 12 |    |
| 2001               | Чехія              | ЧС                 | 9  | 2  | 3  | 5  | 18 |    |
| 2002               | Чехія              | ОІ                 | 4  | 0  | 1  | 1  | 0  |    |
| 2002               | Чехія              | ЧС                 | 7  | 3  | 4  | 7  | 8  |    |
| 2005               | Чехія              | ЧС                 | 9  | 2  | 2  | 4  | 10 |    |
| 2006               | Чехія              | ОІ                 | 8  | 1  | 1  | 2  | 12 |    |
| 2010               | Чехія              | ОІ                 | 5  | 0  | 0  | 0  | 2  |    |
| Національна збірна | Національна збірна | Національна збірна | 54 | 10 | 17 | 27 | 62 |    |
| Молодіжна збірна   | Молодіжна збірна   | Молодіжна збірна   | 6  | 0  | 2  | 2  | 8  |    |